# Lista över fornlämningar i Nyköpings kommun (Ripsa)
Lista över fornlämningar i Nyköpings kommun (Ripsa) är en förteckning av ett urval av de fornlämningar som finns i Ripsa i Nyköpings kommun.
| Namn                       | Lämningstyp                      | Tillkomsttid | Historisk indelning | Plats | Läge                 | ID-nr          | Bild                                 |
| -------------------------- | -------------------------------- | ------------ | ------------------- | ----- | -------------------- | -------------- | ------------------------------------ |
| Ripsa 1:1                  | Röse                             |              | Ripsa, Södermanland |       | 58.975773, 16.903645 | 10036000010001 | Ladda upp en bild av detta fornminne |
| Ripsa 2:1                  | Stensättning                     |              | Ripsa, Södermanland |       | 58.974761, 16.902721 | 10036000020001 | Ladda upp en bild av detta fornminne |
| Ripsa 2:2                  | Stensättning                     |              | Ripsa, Södermanland |       | 58.974880, 16.902588 | 10036000020002 | Ladda upp en bild av detta fornminne |
| Ripsa 3:1                  | Stensättning                     |              | Ripsa, Södermanland |       | 58.973735, 16.899045 | 10036000030001 | Ladda upp en bild av detta fornminne |
| Ripsa 3:2                  | Stensättning                     |              | Ripsa, Södermanland |       | 58.973619, 16.898969 | 10036000030002 | Ladda upp en bild av detta fornminne |
| Ripsa 3:3                  | Stensättning                     |              | Ripsa, Södermanland |       | 58.973287, 16.898986 | 10036000030003 | Ladda upp en bild av detta fornminne |
| Ripsa 3:4                  | Stensättning                     |              | Ripsa, Södermanland |       | 58.973782, 16.898890 | 10036000030004 | Ladda upp en bild av detta fornminne |
| Ripsa 4:1                  | Gravfält                         |              | Ripsa, Södermanland |       | 58.969905, 16.894951 | 10036000040001 | Ladda upp en bild av detta fornminne |
| Ripsa 5:1                  | Stensättning                     |              | Ripsa, Södermanland |       | 58.969590, 16.894313 | 10036000050001 | Ladda upp en bild av detta fornminne |
| Ripsa 7:1                  | Stensättning                     |              | Ripsa, Södermanland |       | 58.965313, 16.936283 | 10036000070001 | Ladda upp en bild av detta fornminne |
| Ripsa 9:1                  | Stensättning                     |              | Ripsa, Södermanland |       | 58.966136, 16.936528 | 10036000090001 | Ladda upp en bild av detta fornminne |
| Ripsa 10:1                 | Gravfält                         |              | Ripsa, Södermanland |       | 58.968200, 16.953629 | 10036000100001 | Ladda upp en bild av detta fornminne |
| Ripsa 11:1                 | Stensättning                     |              | Ripsa, Södermanland |       | 58.989115, 16.972169 | 10036000110001 | Ladda upp en bild av detta fornminne |
| Ripsa 12:1                 | Stensättning                     |              | Ripsa, Södermanland |       | 58.964231, 16.932396 | 10036000120001 | Ladda upp en bild av detta fornminne |
| Ripsa 13:1                 | Gravfält                         |              | Ripsa, Södermanland |       | 58.967393, 16.968898 | 10036000130001 | Ladda upp en bild av detta fornminne |
| Ripsa 14:1                 | Stensättning                     |              | Ripsa, Södermanland |       | 58.994040, 16.962493 | 10036000140001 | Ladda upp en bild av detta fornminne |
| Ripsa 15:1                 | Stensättning                     |              | Ripsa, Södermanland |       | 58.992322, 16.959492 | 10036000150001 | Ladda upp en bild av detta fornminne |
| Ripsa 16:1                 | Stensättning                     |              | Ripsa, Södermanland |       | 58.984836, 16.941173 | 10036000160001 | Ladda upp en bild av detta fornminne |
| Ripsa 17:1                 | Stensättning                     |              | Ripsa, Södermanland |       | 58.984247, 16.941543 | 10036000170001 | Ladda upp en bild av detta fornminne |
| Ripsa 17:2                 | Stensättning                     |              | Ripsa, Södermanland |       | 58.983996, 16.941513 | 10036000170002 | Ladda upp en bild av detta fornminne |
| Ripsa 17:3                 | Stensättning                     |              | Ripsa, Södermanland |       | 58.984205, 16.941332 | 10036000170003 | Ladda upp en bild av detta fornminne |
| Ripsa 17:4                 | Stensättning                     |              | Ripsa, Södermanland |       | 58.984313, 16.941355 | 10036000170004 | Ladda upp en bild av detta fornminne |
| Ripsa 18:1                 | Stensättning                     |              | Ripsa, Södermanland |       | 58.984635, 16.939525 | 10036000180001 | Ladda upp en bild av detta fornminne |
| Ripsa 19:1                 | Stensättning                     |              | Ripsa, Södermanland |       | 58.985295, 16.938513 | 10036000190001 | Ladda upp en bild av detta fornminne |
| Ripsa 20:1                 | Gravfält                         |              | Ripsa, Södermanland |       | 58.989276, 16.982571 | 10036000200001 | Ladda upp en bild av detta fornminne |
| Ripsa 21:1                 | Gravfält                         |              | Ripsa, Södermanland |       | 58.988493, 16.981740 | 10036000210001 | Ladda upp en bild av detta fornminne |
| Ripsa 23:1                 | Gravfält                         |              | Ripsa, Södermanland |       | 58.994768, 16.999686 | 10036000230001 | Ladda upp en bild av detta fornminne |
| Ripsa 24:1                 | Stensättning                     |              | Ripsa, Södermanland |       | 59.008485, 16.969938 | 10036000240001 | Ladda upp en bild av detta fornminne |
| Ripsa 25:1                 | Stensättning                     |              | Ripsa, Södermanland |       | 59.009419, 16.970598 | 10036000250001 | Ladda upp en bild av detta fornminne |
| Ripsa 26:1                 | Stensättning                     |              | Ripsa, Södermanland |       | 58.978368, 16.894428 | 10036000260001 | Ladda upp en bild av detta fornminne |
| Ripsa 28:1                 | Stensättning                     |              | Ripsa, Södermanland |       | 59.000722, 16.963135 | 10036000280001 | Ladda upp en bild av detta fornminne |
| Ripsa 29:1                 | Stensättning                     |              | Ripsa, Södermanland |       | 59.000946, 16.963775 | 10036000290001 | Ladda upp en bild av detta fornminne |
| Ripsa 30:1                 | Röse                             |              | Ripsa, Södermanland |       | 59.002452, 16.958291 | 10036000300001 | Ladda upp en bild av detta fornminne |
| Ripsa 30:2                 | Stensättning                     |              | Ripsa, Södermanland |       | 59.002437, 16.958081 | 10036000300002 | Ladda upp en bild av detta fornminne |
| Ripsa 31:1                 | Stensättning                     |              | Ripsa, Södermanland |       | 59.002992, 16.960167 | 10036000310001 | Ladda upp en bild av detta fornminne |
| Ripsa 32:1                 | Stensättning                     |              | Ripsa, Södermanland |       | 59.003673, 16.963393 | 10036000320001 | Ladda upp en bild av detta fornminne |
| Ripsa 32:2                 | Stensättning                     |              | Ripsa, Södermanland |       | 59.003686, 16.962522 | 10036000320002 | Ladda upp en bild av detta fornminne |
| Ripsa 33:1                 | Stensättning                     |              | Ripsa, Södermanland |       | 59.003250, 16.957740 | 10036000330001 | Ladda upp en bild av detta fornminne |
| Ripsa 34:1                 | Röse                             |              | Ripsa, Södermanland |       | 59.002623, 16.956975 | 10036000340001 | Ladda upp en bild av detta fornminne |
| Ripsa 34:2                 | Stensättning                     |              | Ripsa, Södermanland |       | 59.002617, 16.956156 | 10036000340002 | Ladda upp en bild av detta fornminne |
| Ripsa 34:3                 | Stensättning                     |              | Ripsa, Södermanland |       | 59.002640, 16.955825 | 10036000340003 | Ladda upp en bild av detta fornminne |
| Ripsa 35:1                 | Stensättning                     |              | Ripsa, Södermanland |       | 59.003061, 16.953355 | 10036000350001 | Ladda upp en bild av detta fornminne |
| Ripsa 36:1                 | Gravfält                         |              | Ripsa, Södermanland |       | 59.007322, 16.958435 | 10036000360001 | Ladda upp en bild av detta fornminne |
| Ripsa 37:1                 | Stensättning                     |              | Ripsa, Södermanland |       | 59.007574, 16.956255 | 10036000370001 | Ladda upp en bild av detta fornminne |
| Ripsa 38:1                 | Stensättning                     |              | Ripsa, Södermanland |       | 59.005761, 16.951698 | 10036000380001 | Ladda upp en bild av detta fornminne |
| Ripsa 38:2                 | Stensättning                     |              | Ripsa, Södermanland |       | 59.005668, 16.951920 | 10036000380002 | Ladda upp en bild av detta fornminne |
| Ripsa 39:1                 | Stensättning                     |              | Ripsa, Södermanland |       | 59.004176, 16.946194 | 10036000390001 | Ladda upp en bild av detta fornminne |
| Ripsa 39:2                 | Stensättning                     |              | Ripsa, Södermanland |       | 59.004127, 16.946470 | 10036000390002 | Ladda upp en bild av detta fornminne |
| Ripsa 40:1                 | Gravfält                         |              | Ripsa, Södermanland |       | 58.975384, 17.003751 | 10036000400001 | Ladda upp en bild av detta fornminne |
| Ripsa 41:1                 | Fornborg                         |              | Ripsa, Södermanland |       | 58.976541, 17.011939 | 10036000410001 | Ladda upp en bild av detta fornminne |
| Ripsa 42:1                 | Stensättning                     |              | Ripsa, Södermanland |       | 58.970687, 16.997867 | 10036000420001 | Ladda upp en bild av detta fornminne |
| Jettmarberget (Ripsa 43:1) | Fornborg                         |              | Ripsa, Södermanland |       | 58.993344, 17.025459 | 10036000430001 | Ladda upp en bild av detta fornminne |
| Ripsa 44:1                 | Gravfält                         |              | Ripsa, Södermanland |       | 58.964705, 16.884083 | 10036000440001 | Ladda upp en bild av detta fornminne |
| Ripsa 46:1                 | Gravfält                         |              | Ripsa, Södermanland |       | 58.969769, 16.934678 | 10036000460001 | Ladda upp en bild av detta fornminne |
| Ripsa 47:1                 | Stensättning                     |              | Ripsa, Södermanland |       | 59.007361, 16.959243 | 10036000470001 | Ladda upp en bild av detta fornminne |
| Ripsa 49:1                 | Gravfält                         |              | Ripsa, Södermanland |       | 59.022678, 16.979961 | 10036000490001 | Ladda upp en bild av detta fornminne |
| Ripsa 50:1                 | Gravfält                         |              | Ripsa, Södermanland |       | 59.021782, 16.979448 | 10036000500001 | Ladda upp en bild av detta fornminne |
| Ripsa 51:1                 | Stensättning                     |              | Ripsa, Södermanland |       | 58.985138, 16.948507 | 10036000510001 | Ladda upp en bild av detta fornminne |
| Ripsa 51:2                 | Grav markerad av sten/block      |              | Ripsa, Södermanland |       | 58.984813, 16.948577 | 10036000510002 | Ladda upp en bild av detta fornminne |
| Ripsa 51:3                 | Stensättning                     |              | Ripsa, Södermanland |       | 58.984671, 16.949128 | 10036000510003 | Ladda upp en bild av detta fornminne |
| Ripsa 51:4                 | Stensättning                     |              | Ripsa, Södermanland |       | 58.984555, 16.949069 | 10036000510004 | Ladda upp en bild av detta fornminne |
| Ripsa 53:1                 | Gravfält                         |              | Ripsa, Södermanland |       | 58.993736, 16.999239 | 10036000530001 | Ladda upp en bild av detta fornminne |
| Ripsa 55:1                 | Fornborg                         |              | Ripsa, Södermanland |       | 58.952592, 16.889835 | 10036000550001 | Ladda upp en bild av detta fornminne |
| Ripsa 57:1                 | Stensättning                     |              | Ripsa, Södermanland |       | 59.003667, 16.975231 | 10036000570001 | Ladda upp en bild av detta fornminne |
| Ripsa 57:2                 | Stensättning                     |              | Ripsa, Södermanland |       | 59.003998, 16.974673 | 10036000570002 | Ladda upp en bild av detta fornminne |
| Ripsa 57:3                 | Stensättning                     |              | Ripsa, Södermanland |       | 59.003679, 16.974378 | 10036000570003 | Ladda upp en bild av detta fornminne |
| Ripsa 58:1                 | Stensättning                     |              | Ripsa, Södermanland |       | 59.004992, 16.949479 | 10036000580001 | Ladda upp en bild av detta fornminne |
| Ripsa 59:1                 | Stensättning                     |              | Ripsa, Södermanland |       | 59.000616, 16.940658 | 10036000590001 | Ladda upp en bild av detta fornminne |
| Ripsa 60:1                 | Stensättning                     |              | Ripsa, Södermanland |       | 59.003565, 16.955193 | 10036000600001 | Ladda upp en bild av detta fornminne |
| Ripsa 61:1                 | Stensättning                     |              | Ripsa, Södermanland |       | 58.994606, 16.960534 | 10036000610001 | Ladda upp en bild av detta fornminne |
| Ripsa 61:2                 | Stensättning                     |              | Ripsa, Södermanland |       | 58.994466, 16.959620 | 10036000610002 | Ladda upp en bild av detta fornminne |
| Ripsa 63:1                 | Stensättning                     |              | Ripsa, Södermanland |       | 58.997243, 16.957638 | 10036000630001 | Ladda upp en bild av detta fornminne |
| Ripsa 64:1                 | Stensättning                     |              | Ripsa, Södermanland |       | 58.996980, 16.955236 | 10036000640001 | Ladda upp en bild av detta fornminne |
| Ripsa 67:1                 | Stensättning                     |              | Ripsa, Södermanland |       | 58.988539, 16.976008 | 10036000670001 | Ladda upp en bild av detta fornminne |
| Ripsa 70:1                 | Stensättning                     |              | Ripsa, Södermanland |       | 58.989504, 16.984511 | 10036000700001 | Ladda upp en bild av detta fornminne |
| Ripsa 70:2                 | Stensättning                     |              | Ripsa, Södermanland |       | 58.989412, 16.984698 | 10036000700002 | Ladda upp en bild av detta fornminne |
| Ripsa 70:3                 | Stensättning                     |              | Ripsa, Södermanland |       | 58.989379, 16.984504 | 10036000700003 | Ladda upp en bild av detta fornminne |
| Ripsa 73:1                 | Stensättning                     |              | Ripsa, Södermanland |       | 58.995616, 17.024508 | 10036000730001 | Ladda upp en bild av detta fornminne |
| Ripsa 80:1                 | Stensättning                     |              | Ripsa, Södermanland |       | 58.983871, 16.948529 | 10036000800001 | Ladda upp en bild av detta fornminne |
| Ripsa 81:1                 | Gravfält                         |              | Ripsa, Södermanland |       | 58.987948, 16.954060 | 10036000810001 | Ladda upp en bild av detta fornminne |
| Ripsa 84:1                 | Stensättning                     |              | Ripsa, Södermanland |       | 58.979252, 16.898041 | 10036000840001 | Ladda upp en bild av detta fornminne |
| Ripsa 84:2                 | Stensättning                     |              | Ripsa, Södermanland |       | 58.979146, 16.897253 | 10036000840002 | Ladda upp en bild av detta fornminne |
| Ripsa 84:3                 | Stensättning                     |              | Ripsa, Södermanland |       | 58.979034, 16.896951 | 10036000840003 | Ladda upp en bild av detta fornminne |
| Ripsa 86:1                 | Stensättning                     |              | Ripsa, Södermanland |       | 58.964556, 16.930464 | 10036000860001 | Ladda upp en bild av detta fornminne |
| Ripsa 88:1                 | Stensättning                     |              | Ripsa, Södermanland |       | 58.975362, 16.944375 | 10036000880001 | Ladda upp en bild av detta fornminne |
| Ripsa 91:1                 | Husgrund, förhistorisk/medeltida |              | Ripsa, Södermanland |       | 59.007343, 16.957055 | 10036000910001 | Ladda upp en bild av detta fornminne |
| Ripsa 92:1                 | Hög                              |              | Ripsa, Södermanland |       | 58.981802, 16.933863 | 10036000920001 | Ladda upp en bild av detta fornminne |
| Ripsa 92:2                 | Stensättning                     |              | Ripsa, Södermanland |       | 58.981835, 16.934056 | 10036000920002 | Ladda upp en bild av detta fornminne |
| Ripsa 93:1                 | Stensättning                     |              | Ripsa, Södermanland |       | 58.984387, 16.929475 | 10036000930001 | Ladda upp en bild av detta fornminne |
| Ripsa 94:1                 | Stensättning                     |              | Ripsa, Södermanland |       | 58.969478, 16.933776 | 10036000940001 | Ladda upp en bild av detta fornminne |
| Ripsa 96:1                 | Stensättning                     |              | Ripsa, Södermanland |       | 58.970494, 16.960385 | 10036000960001 | Ladda upp en bild av detta fornminne |
| Ripsa 97:1                 | Hög                              |              | Ripsa, Södermanland |       | 58.968055, 16.968431 | 10036000970001 | Ladda upp en bild av detta fornminne |
| Ripsa 97:2                 | Stensättning                     |              | Ripsa, Södermanland |       | 58.967982, 16.968515 | 10036000970002 | Ladda upp en bild av detta fornminne |
| Ripsa 98:1                 | Stensättning                     |              | Ripsa, Södermanland |       | 58.963995, 16.975291 | 10036000980001 | Ladda upp en bild av detta fornminne |
| Ripsa 99:1                 | Stensättning                     |              | Ripsa, Södermanland |       | 58.969221, 16.987750 | 10036000990001 | Ladda upp en bild av detta fornminne |
| Ripsa 100:1                | Stensättning                     |              | Ripsa, Södermanland |       | 59.017531, 16.993748 | 10036001000001 | Ladda upp en bild av detta fornminne |
| Ripsa 100:2                | Röse                             |              | Ripsa, Södermanland |       | 59.017299, 16.994870 | 10036001000002 | Ladda upp en bild av detta fornminne |
| Ripsa 101:1                | Stensättning                     |              | Ripsa, Södermanland |       | 59.017487, 16.992455 | 10036001010001 | Ladda upp en bild av detta fornminne |
| Ripsa 102:1                | Stensättning                     |              | Ripsa, Södermanland |       | 59.018602, 16.992357 | 10036001020001 | Ladda upp en bild av detta fornminne |
| Ripsa 103:1                | Gravfält                         |              | Ripsa, Södermanland |       | 59.021373, 16.981235 | 10036001030001 | Ladda upp en bild av detta fornminne |
| Ripsa 105:1                | Stensättning                     |              | Ripsa, Södermanland |       | 59.019893, 16.996280 | 10036001050001 | Ladda upp en bild av detta fornminne |
| Ripsa 106:1                | Stensättning                     |              | Ripsa, Södermanland |       | 59.019685, 16.993252 | 10036001060001 | Ladda upp en bild av detta fornminne |
| Ripsa 106:2                | Stensättning                     |              | Ripsa, Södermanland |       | 59.019613, 16.992655 | 10036001060002 | Ladda upp en bild av detta fornminne |
| Ripsa 107:1                | Röse                             |              | Ripsa, Södermanland |       | 59.020011, 16.991839 | 10036001070001 | Ladda upp en bild av detta fornminne |
| Ripsa 108:1                | Stensättning                     |              | Ripsa, Södermanland |       | 58.998269, 16.968917 | 10036001080001 | Ladda upp en bild av detta fornminne |
| Ripsa 108:2                | Stensättning                     |              | Ripsa, Södermanland |       | 58.997947, 16.968831 | 10036001080002 | Ladda upp en bild av detta fornminne |
| Ripsa 108:3                | Stensättning                     |              | Ripsa, Södermanland |       | 58.997973, 16.968257 | 10036001080003 | Ladda upp en bild av detta fornminne |
| Ripsa 109:1                | Stensättning                     |              | Ripsa, Södermanland |       | 59.014467, 16.996987 | 10036001090001 | Ladda upp en bild av detta fornminne |
| Ripsa 110:1                | Stensättning                     |              | Ripsa, Södermanland |       | 59.014335, 17.007967 | 10036001100001 | Ladda upp en bild av detta fornminne |
| Spikstenen (Ripsa 123:1)   | Stensättning                     |              | Ripsa, Södermanland |       | 58.960404, 16.892282 | 10036001230001 | Ladda upp en bild av detta fornminne |
| Spikstenen (Ripsa 123:2)   | Stensättning                     |              | Ripsa, Södermanland |       | 58.960453, 16.892006 | 10036001230002 | Ladda upp en bild av detta fornminne |
| Ripsa 124:1                | Stensättning                     |              | Ripsa, Södermanland |       | 58.960618, 16.891179 | 10036001240001 | Ladda upp en bild av detta fornminne |
| Ripsa 125:1                | Stensättning                     |              | Ripsa, Södermanland |       | 58.970290, 16.898026 | 10036001250001 | Ladda upp en bild av detta fornminne |